# インターナショナル・ウォッチ・カンパニー
インターナショナル・ウォッチ・カンパニー (International Watch Company, IWC) は、創業150年のスイス時計のマニュファクチュールブランド。
質実剛健な社風を映じた高精度・高耐久性を追求した時計作りと永久修理、スイス政府から"Horloger Complet"（オルロジェ・コンプレ：万能時計職人の育成機関）として認定を受けた唯一のメーカーとして知られる。
1868年に米国人技師フロレンタイン・アリオスト・ジョーンズ (Florentine Ariosto Jones, 1841-1916) が、同国時計職人チャールズ・キッダー (Charles Kidder) と共に、スイスのシャフハウゼンにF・A・ジョーンズ＆カンパニー (F. A. Jones & Co.) を設立。後にInternational Watch Companyに社名変更。
スイス企業でありながら英語社名を冠しているのは、ジョーンズとキッダーが米国人だったことによる。Internationalと略称され、日本の時計業界でも古くから「インター」と通称される。
2000年よりリシュモングループ傘下、CEO（2017年 - ）はクリストフ・グランジェ・ヘア。

## 設立経緯

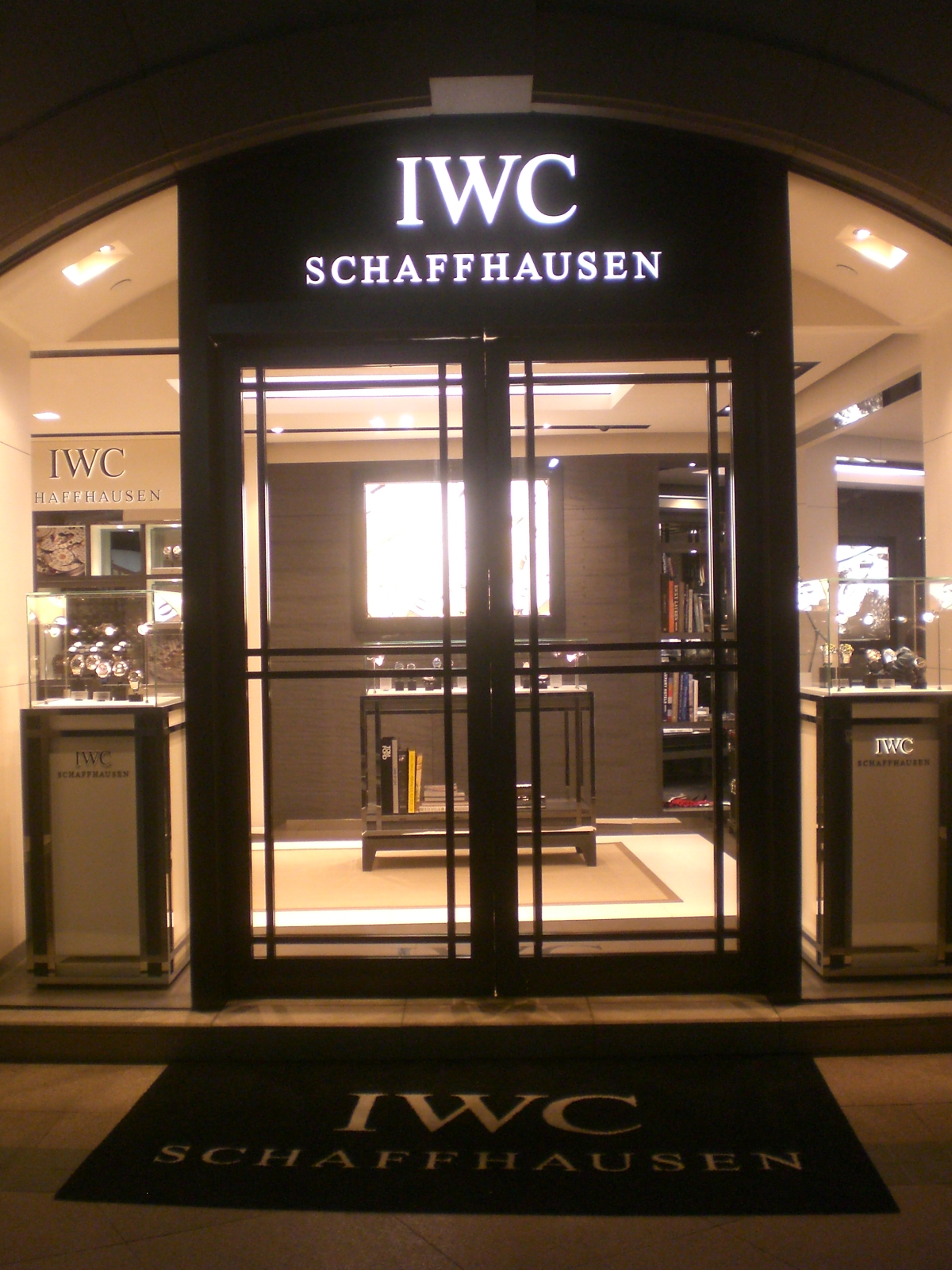
IWCのショップ（尖沙咀）

19世紀後半のスイスでは、工場制手工業による時計製造技術が確立され、一定の技術を習得した多くの職人が時計製造に従事していたものの、手工業による生産効率の限界から、製品は富裕層向けの高級品に限られ、世界的なマーケット需要を満たすには程遠い状況にあった。
一方、アメリカでは、南北戦争終戦後、同国最古の時計ブランドウォルサムの共同経営者 (Aaron Lufkin Dennison, David P. Davis, Edward Howard, Samuel Curtis) にあって同社設立を主導、「アメリカ時計の父」と呼ばれたアーロン・ラフキン・デニソン(Aaron Lufkin Dennison) が「兵器製造システム」（交換可能な高精度部品の量産）の技術を時計製造に転用、工場制機械工業による時計製造技術を確立し、同国東部を中心に新技術を導入した時計メーカーの設立が相次いでいた。
フロレンタイン・アリオスト・ジョーンズは、南北戦争従軍後、デニソンのパートナーであったエドワード・ハワード (Edward Howard) がマサチューセッツ州ボストン・ロクスベリーに設立した時計メーカー、当時米国で最も高い評価を得ていたハワード (en) で工場の副監督を務め、デニソンが確立した米国流時計製造技術を習得した。
ジョーンズは、スイスの伝統的マニュファクチュールと、米国流の合理的な生産システムの融合による高品質かつ効率的な生産体制の確立にビジネスチャンスを見出し、自ら北米市場向け高級時計の製造会社をスイスで起業することを決断。賛同した時計職人チャールズ・キッダーと共に渡瑞、創業に相応しい立地を求めスイス国内を隈無く探し周った。
スイスでは、多くの時計メーカーがスイス西部のフランス国境に程近いユグノーに本拠を置いていたが、ジョーンズが目指す生産体制の確立には部品加工機を動かすための電力確保が不可欠であり、ユグノーに大口需要を満たす電力会社は存在しなかった。
折しもドイツ国境に近い北部地域のシャフハウゼンでは、ロシアのサンクトペテルブルグで成功したスイス人実業家で時計職人のハインリヒ・モーザー (Heinrich Moser, 1805-1874) が、ライン川の水力を利用した発電所の建設を進めており、大口需要の開拓、ニーズの事業化を模索していた。
こうした中、大口電力を要する時計会社の設立を目指すジョーンズとキッダー、新発電所の電力需要を求めるモーザーが出会い、モーザーが時計職人でもあったことから両者は意気投合、モーザーの厚意で彼が所有する事業所の一部をジョーンズとキッダーが借受ける話が纏まり、F・A・ジョーンズ＆カンパニーの設立が実現した。

## 沿革
- 1868年 - アメリカ人技師でハワードで勤務経験のあるフロレンタイン・アリオスト・ジョーンズが時計職人ハインリヒ・モーザー（ドイツ語版）(Heinrich Moser) の協力を得て、北米市場向け懐中時計を製造するためスイスのシャフハウゼンで創業
- 1880年 - ヨハネス・ラウシェンバッハ・フォーゲル (1815-1881) が経営権取得
- 1881年 - ヨハネス・ラウシェンバッハ・シェンク (1856-1905) が経営権相続
- 1885年 - 台帳に生産した全製品のキャリバー、素材、ケースなど詳細情報の記録開始
- 1899年 - 女性向け懐中時計用のキャリバー64を流用した腕時計を発売
- 1903年 - 企業理念Probus Scafusia（ラテン語で「シャフハウゼンの優れた堅実な職人技」）を制定。ヨハネス・ラウシェンバッハ・シェンクの娘エンマ・マリーがカール・グスタフ・ユングと結婚、ベルタ・マルガレッタがエルンスト・ヤコブ・ホムバーガー（1896年-1955年）と結婚
- 1905年 - 株式の一部をエルンスト・ヤコブ・ホムバーガーが相続、経営権を引継ぎ
- 1915年 - 腕時計用に開発したCal.75を搭載したモデルを商品化、腕時計市場に本格参入
- 1939年 - エルンスト・ヤコブ・ホムバーガーがカール・グスタフ・ユングの保有株式を全部取得、個人オーナーとなる
- 1936年 - 軍専用パイロットウォッチを発売
- 1939年 - 甲板観測用懐中時計のムーブメントを使用した腕時計『ポルトギーゼ』発売[2]
- 1944年 - アルバート・ペラトンがIWCに入社
- 1946年 - 技術責任者アルバート・ペラトンによる自動巻機構の特許取得
- 1948年 - パイロット・ウォッチ『マークXI』発売
- 1955年 - 耐磁時計『インヂュニア』(Ingenieur) 発売
- 1957年 - クルト・クラウスがIWCに入社
- 1958年 - 『ポルトギーゼ』生産停止
- 1966年 - アルバート・ペラトン、IWCを退職
- 1967年 - ケース内に専用リューズで操作できる回転ベゼルを持つ防水時計『アクアタイマー』(Aquatimer) 発売
- 1969年 - クォーツショックを受け、クォーツ式腕時計用ムーブメントベータ21の開発に参画
- 1970年 - ベータ21を使用したクォーツ式腕時計『ダ・ヴィンチ』発売
- 1976年 - ジェラルド・ジェンタデザインによる新型の『インヂュニア』を発表
- 1978年 - ポルシェデザインの最初の時計『コンパス・ウォッチ』を発売
- 1984年 - 古典的なデザインの『ポートフィノ』を発売
- 1989年 - 史上最高の耐磁性能500,000A/mを持つ『インヂュニア』販売
- 1993年 - 創業125周年。本社社屋内に博物館の開設を決定した。『イル・デストリエロ・スカフージア』(Il Destriero Scafusia) を125本限定販売。『ポルトギーゼ』ライン復活。パイロット・ウォッチ『マークXII』発売
- 1985年 - クルト・クラウス設計による、ETAのCal.7750に永久カレンダーを組み込んだ『ダ・ヴィンチ・パーペチュアル・カレンダー』を発表。
- 1995年 - ポルシェデザインがエテルナを傘下に収めたのに伴い、同社との提携を解消
- 1997年 - 『GST』ライン発売
- 1999年 - 『GSTディープワン』、パイロット・ウォッチ『マークXV』発売。『インヂュニア』を生産停止
- 2000年 - リシュモングループ傘下入り。自社製のCal.5000を搭載した大型の『ポルトギーゼ・オートマティック2000』を発表
- 2005年 - 『インヂュニア』ライン復活
- 2007年 - 自社製ムーブメントを搭載した新型『ダ・ヴィンチ』発表
- 2012年 - 自社製ムーブメントを中心とした『トップガン』などのパイロットモデル発表
- 2017年 - 『ダ・ヴィンチ』を一新し、複雑時計や3針モデルなどを発表
- 2023年 - ジェンタのビス穴付きデザインを復活させ、リニューアルした『インヂュニア』を発表
- 2024年 - 同社初のセキュラーカレンダーモデル『ポルトギーゼ・エターナル・カレンダー』を発表。「最も精密なムーンフェイズの腕時計」としてギネスブックに登録[3]

## 時計製造

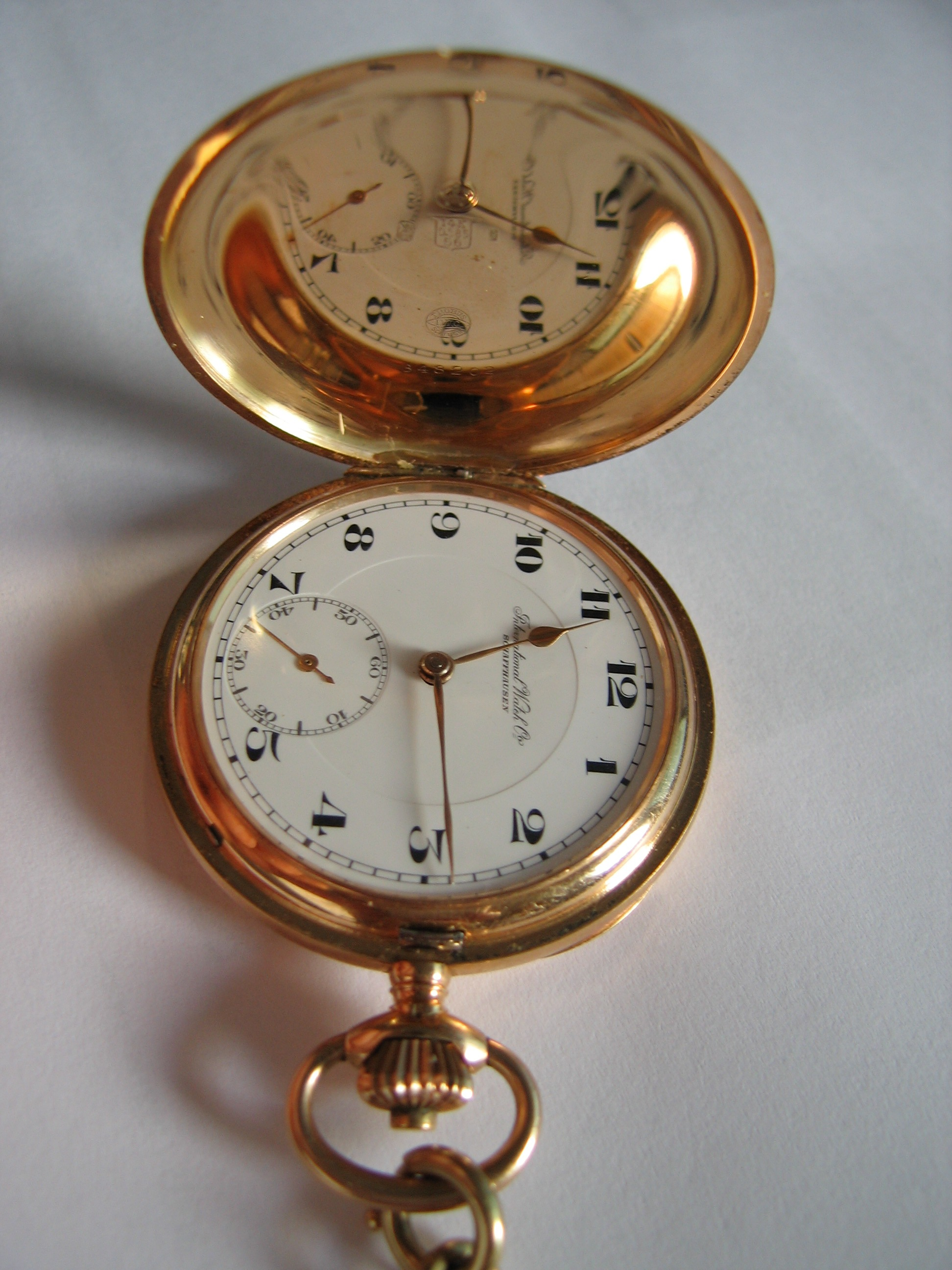
1926年製懐中時計

IWCは、懐中時計主流の時代から、精度や耐久性の高さ、フィニッシュの良さが評価され、日本でも高級懐中時計の代名詞として認知された。腕時計主流の時代に移っても、天文台コンクールやクロノメーター規格には参加しなかったが、優秀級クロノメーターを上回る独自基準を設け徹底した品質管理の下、顧客ニーズに応じた高級時計の制作に取組み、高い知名度を維持した。
1915年から腕時計に参入、第二次世界大戦前では、1938年のCal.60でセンターセコンド型（秒針を中心軸に配置）の設計を逸早く採用、スモールセコンド（秒針を独立配置）の派生型に止まっていた競合各社をリード。その後も手巻Cal.83、角形手巻Cal.87など高精度・高耐久かつ良質なフィニッシュで評価の高い自社製ムーブメントを開発した。
第二次世界大戦後、ヴァシュロン・コンスタンタンから1944年に移籍した時計師アルバート（アルベール）・ペラトン (Albert Pellaton, 1898-1976) の下、生産工程の合理化を図りつつ、高品質ムーブメントの開発を進め、1946年に従来モデルを刷新した手巻Cal.89は、その完成度の高さから1974年まで続くロングセラーモデルとなった。更にペラトンは独自のラチェット動力伝達両回転型「ペラトン式自動巻機構」（1946年開発、特許取得）を備えたCal.85系（1950年設計）を開発、自動巻化の潮流に逸早く乗った。
1960年代以前のモデルは、愛好家の間で「オールドインター」と呼ばれ、耐磁性能を持つインヂュニアや、特殊ラバーで耐衝撃性能を高めたヨットクラブは、当時の先進機能が陳腐化せず、現在もアンティーク市場で高い人気を維持している。
1969年のクォーツショックにより安価な日本製クォーツ式時計がマーケットを席巻、時計価格の大幅下落を眺め、スイスの複数メーカーが提携したクォーツムーブメントの共同開発に参画、1970年に完成したベータ21をダ・ヴィンチに搭載した。一方、機械式製品では、懐中時計を除く自社製ムーブメントの開発・生産打切り、エタ社製など汎用ムーブメントの採用がブランドイメージ低下を招来。
1980年代半ばにクォーツショックの影響が一巡、世界的に機械式時計が再評価され、マニュファクチュールブランドは復権を果たした。IWCでは、ペラトンの薫陶を得たIWC生抜きの技術者クルト・クラウス (Kurt Klaus) が、1985年にETA/Valjoux7750をベースに永久カレンダーモジュールを搭載したダ・ヴィンチ・パーペチュアル・カレンダーを開発、「時計史に残る傑作」との評価を得て、マニュファクチュールブランドとしてのプレゼンスを取り戻した。
IWCはクラウス指揮の下、自社製ムーブメントの開発と、汎用ムーブメントの徹底した改良により、最終製品に対する評価を高めた。汎用ムーブメントについては、品質向上の観点から、大幅なカスタマイズに止まらず、エタ社に対し多くの改善要望を申し入れたことから、同社製品の精度や検査体制に少なからぬ影響を与えたとされる。
2000年には、エタ社製汎用ムーブメントをベースにペラトン式自動巻機構を採用したCal.5000系を開発、中核ラインのポルトギーゼやインヂュニアに搭載している。また、ダイムラーの高級車ブランド・AMGとのコラボレーションモデルインヂュニアオートマチックAMGをリリースしている。
製品ラインは、「ポートフィノ」「インジュニア」「ポルトギーゼ」「アクアタイマー」「パイロットウォッチ」「ダ・ヴィンチ」の6ラインを編成。かつてGSTラインの中でこれらの名称がペットネーム的に使われた経緯もあり、限定品を除きペットネームの命名頻度は低い。2020年代初頭までライン活性化の為、毎年1ラインずつリニューアルする手法が採られてきたが、現在は必ずしも規則的な更新は行われていない。
近年は全ラインでムーブメントの自社製化を進めているが、ETA/Valjoux7750改を筆頭に、開発し尽くされ、枯れた領域にある改良型汎用ムーブメントについては、IWCの技術者自身「文句のつけようがない」と認めており、引続きその特性を活かした時計作りが行われている。

## 製品
アルバート・ペラトンやクルト・クラウスの設計思想を受け継ぎ、実用性と機能美を高次元で融合した完成度の高さを追求。コンプリケーションを制作する場合でも、悪戯な複雑化を避け、少ない部品点数で高機能化の実現を目指す。全体として、精度、耐久性に優れた大型ムーブメントを良しとする傾向にある。
基本設計の卓抜性・熟成度の高さに加え、パーツの材質、仕上げ工程に要するコストを惜しまないため、定期メンテナンスを怠らなければ、製品を長期に亘り使用しても、新品時の精度を永く維持できるとされる。
購入された製品が世代を超えて愛用されることを前提に、創業以来販売した全ての製品の永久修理を請負う。このため、品質管理に対する目線が高く、ISO、DIN、NIHSなどの業界規格に加え、IWC独自の品質基準を設定、製品が全ての基準を充足することを前提としている。
特にIWC研究所で行われる耐久試験は、業界で最も過酷な試験とされ、あらゆる使用環境における極限状況を想定した試験工程（衝撃、引張、摩擦、加熱、加圧、浸水、腐食、磁界など）を設定、全ての新作モデルは研究所の基準をクリアすることが商品化の条件となっている。
デザインは、アメリカ人が創業、ドイツ語圏に所在するメーカーだけに、スイス時計らしい華やかさよりも、装飾を排したシンプルさの中に洗練を求め、特にコンプリケーションで機能美が引き立つとされる。

### ポルトギーゼ

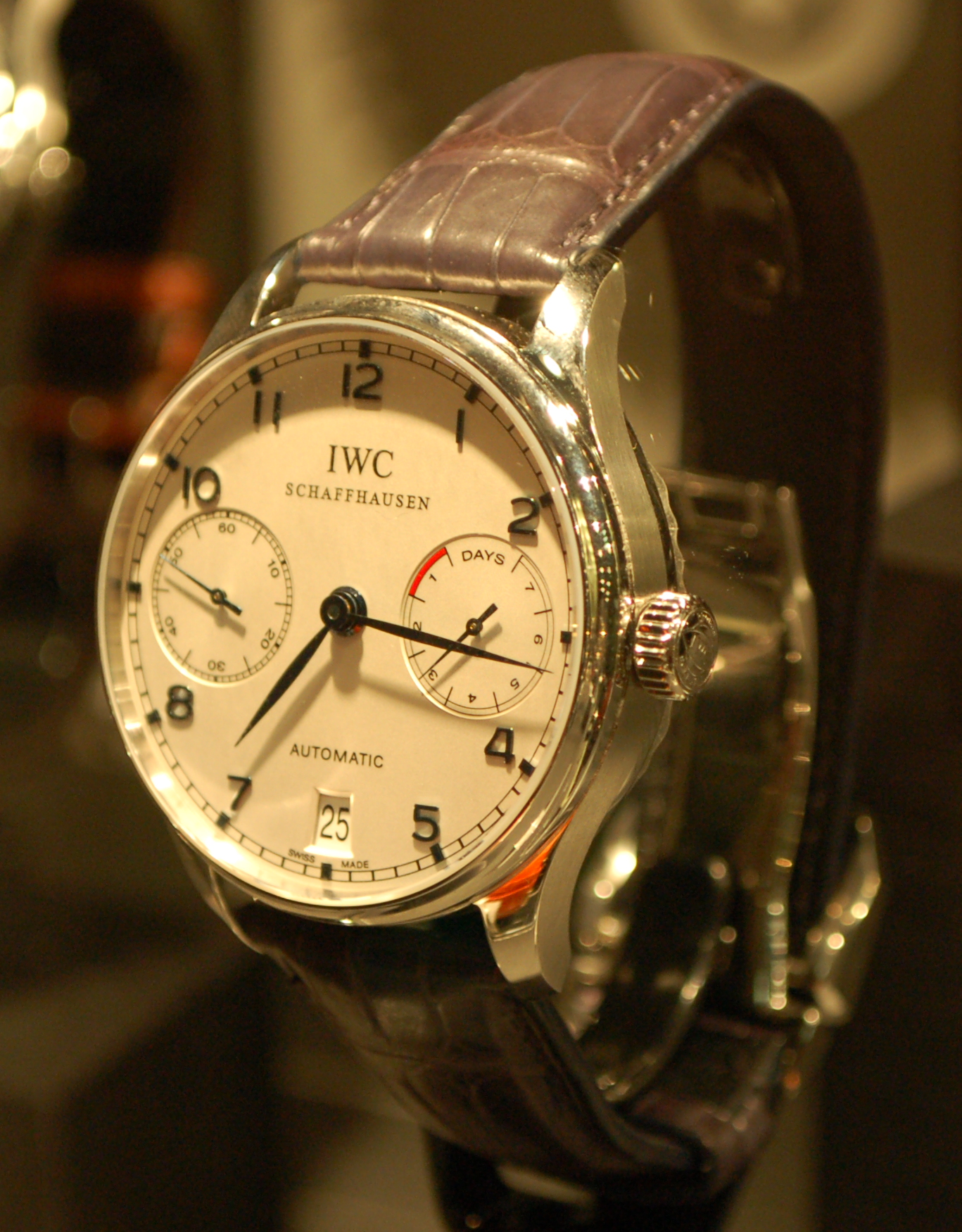
ポルトギーゼ

1939年に制作されたオリジナルモデルは、ポルトガルの時計商であったロドリゲスとティシェイラから「大型でも構わないので懐中時計用の機械を使用して、マリンクロノメーター級の精度を持つスティールケースの腕時計が欲しい」との注文を受け、当時懐中時計用としては最も薄型であったCal.74と98を採用して制作された。
1993年に創業125周年を記念した『ポルトギーゼ・ジュビリー』で限定モデルとして復活、その後通常ラインに切り替えられ、現在まで存続している。開発経緯からベゼルの薄い大型ケースにシンプルなダイヤルを組み合わせたエレガントなデザインが特徴。
1998年にラインナップされたポルトギーゼ・クロノグラフは、発売以来、意匠やサイズに大きな変更の無いロングセラーモデル。2019年にベースムーブメントをETA/Valjoux7750から同社初の量産型自社製69000系ムーブメントに変更。同社を代表するモデルとして、現在も高い人気を維持している。
2003年に発表されたポルトギーゼ・パーペチュアル・カレンダーは、ダ・ヴィンチ・パーペチュアル・カレンダーの永久カレンダーを高精度化したモジュールを自社製5000系ムーブメントに搭載、ムーンフェイスの誤差577.5年に1日を実現、南北両半球のムーンフェイスを表示するモデルが追加された。その後、2006年、2015年にムーヴメントを置き換え、さらなる高精度化が図られている。
2024年に同社初のセキュラー・カレンダーモデルとなるポルトギーゼ・エターナル・カレンダーを発表。セキュラー・カレンダー搭載モデルを開発したメーカーとしては、パテック・フィリップ、スヴェン・アンデルセン、フランク・ミュラー、ファーラン・マリに続く5社目（腕時計としては4社目）。セキュラー・カレンダーの実現に他社が複雑な機構の追加を要したのに対し、IWCは既存のパーペチュアル・カレンダー・モジュール（部品点数81個）に僅か8個の高精度パーツを追加することでグレゴリオ暦を完全再現（例外ルールで閏年が不適用となる世紀初〈400年中3回〉も自動調整するため、手動調整不要）した。開発にあたっては、コンピューターを駆使し2兆7,000億通りの歯車の組み合わせをシミュレート、「400年歯車」内蔵のプログラミングホイールを含む追加輪列の最適解を導出した。また、ムーンフェイズは、同様に22兆通り超のシミュレートにより、3つの中間歯車を備えた減速機構を開発し、45,361,055年に僅か1日の誤差を実現。2024年のジュネーブ・ウォッチメイキング・グランプリ (GPHG) で「金の針賞」受賞、「最も精密なムーンフェイズの腕時計」としてギネスブックに登録されている。

### アクアタイマー

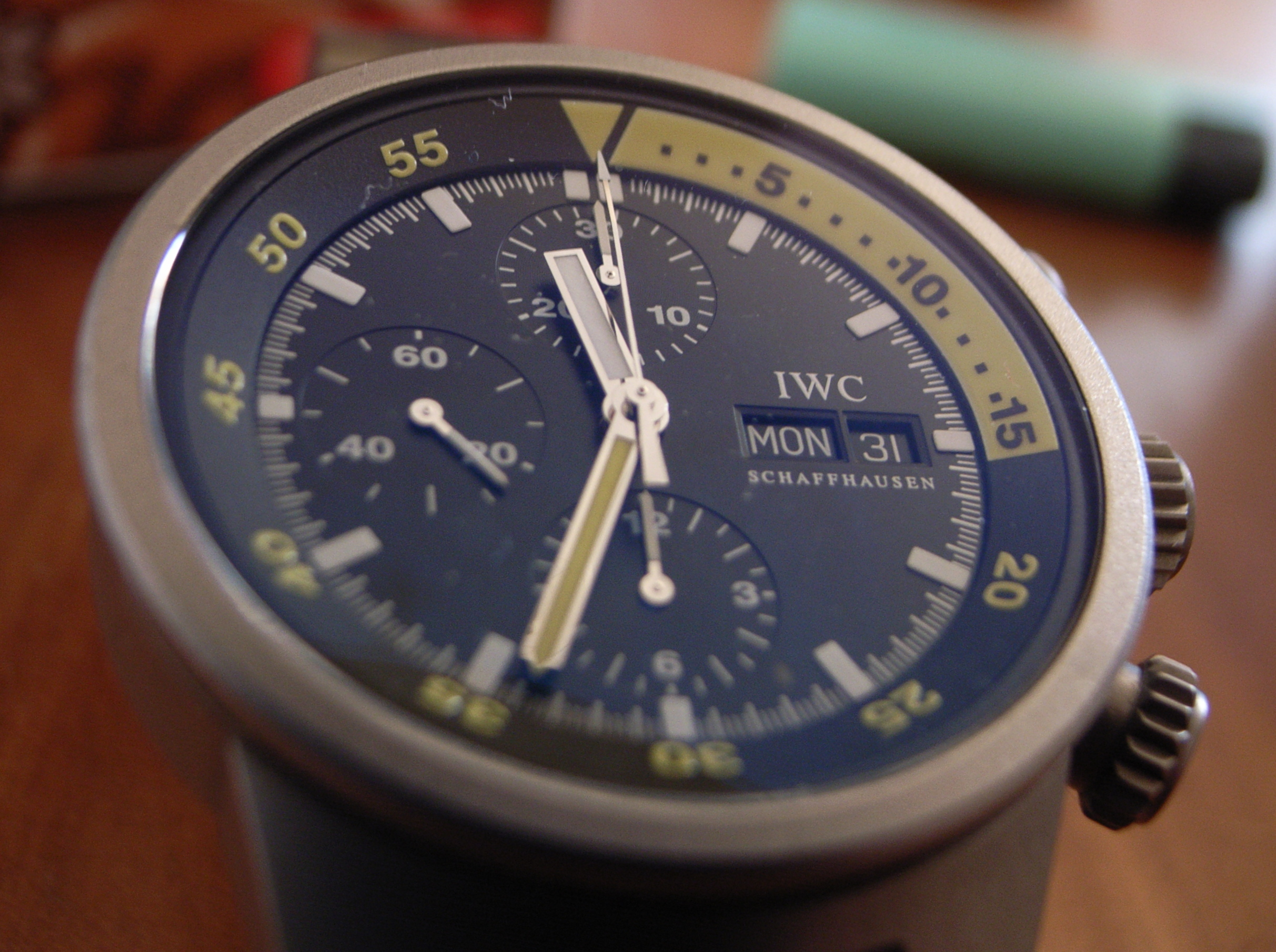
アクアタイマー

1967年初出のダイビング人気の高まりを受け製作されたライン。
1988年には、ドイツ連邦軍向けに機雷除去用ダイバーズ・ウォッチを開発。機雷除去時に誘爆を防ぐ観点から、ムーブメントに非帯磁素材を採用した特殊モデル。
1999年に発売したプロフェッショナル仕様のディープワンは、機械式水深計を搭載。その後、第3世代まで展開。

### インヂュニア
1955年初出。名称はドイツ語Ingenieur（エンジニア）に由来。強い磁気環境下での使用に耐える耐磁性軟鉄製インナーケースを採用した特殊モデルであるが、IWCは汎用性の高いスポーツラインとして販売している。
1976年に発表したインヂュニアSLは、ジェラルド・ジェンタがデザイン。ジェンタのデザインコード(5個のビス穴が特徴)は現行モデルにもモディファイされる形で承継されている。

### パイロット

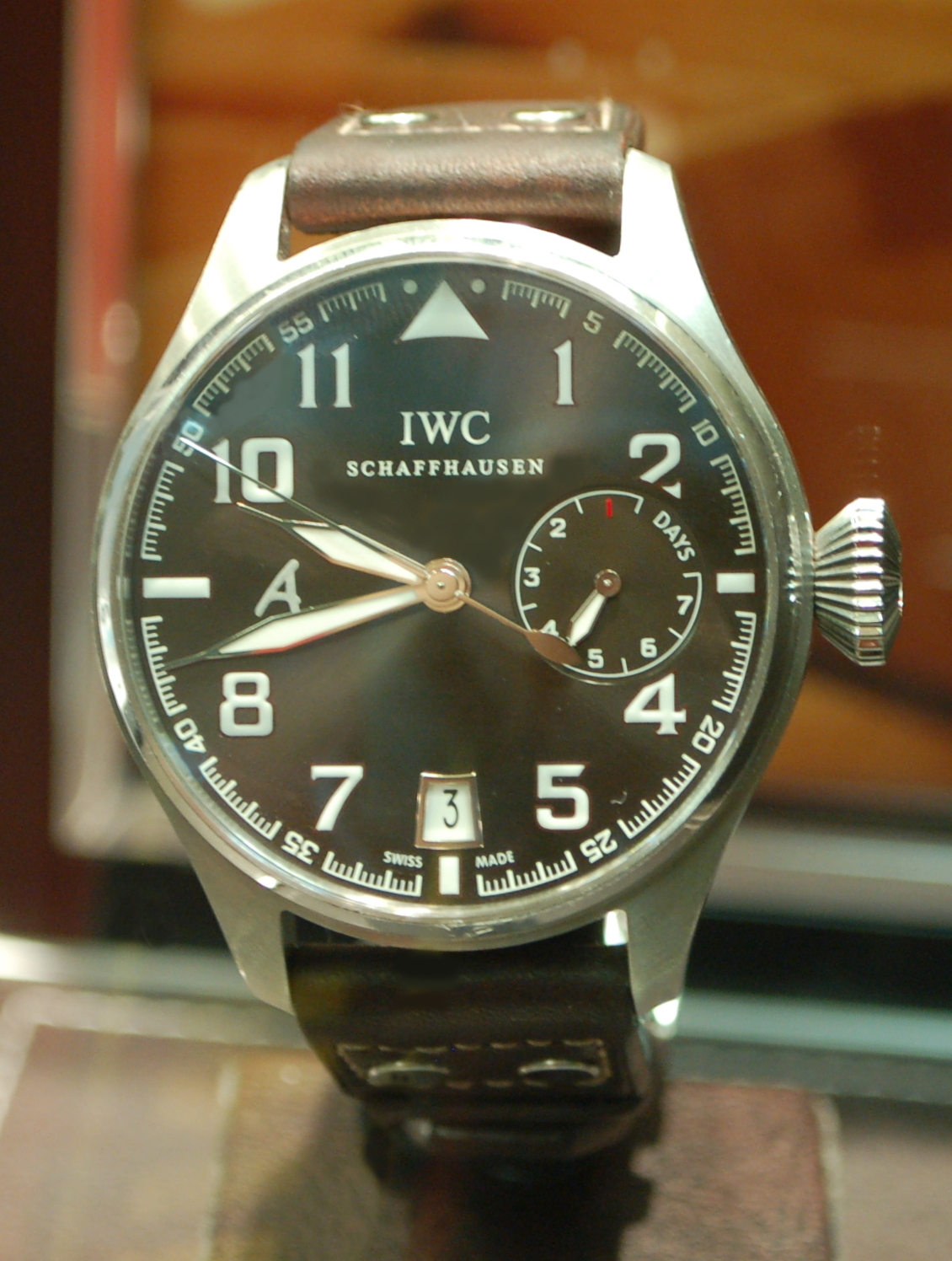
ビッグ・パイロット

1930年代初出のパイロット、ミリタリー向けライン。
1936年発売のスペシャル・パイロット・ウォッチは、民間航空パイロット向けに製作。頑強なケースに耐気温変動（摂氏マイナス40℃からプラス40℃まで）、耐磁性を備えていた。
1948年に英国政府の要請に応じ製造開始したマーク11は、1949年英国空軍が正式採用、1981年まで戦闘要員に支給された。
マークシリーズはマーク11までCal.89を搭載していたが、マーク12以降はジャガー・ルクルト社やエタ社製汎用ムーブメントを採用している。

### ポルシェデザイン
ポルシェデザインと提携、同社デザインによる時計を1978年から1998年まで制作した。
1978年にコンパス・ウォッチを発売。
1980年に発売したチタン・クロノグラフは、加工難易度が高いチタンを初めてケースに採用。ケースとボタンが一体化したデザインも注目を集めた。
1982年に、西ドイツ海軍の要請により、世界初の2000m防水時計オーシャン2000を開発。

### ポートフィノ
1950年代に多くのハリウッドスターが訪れた地中海に浮かぶイタリアの港町ポートフィノをイメージしたモデル。ドルチェ・ヴィータ（甘い生活）を体現するクラシックでドレッシーなライン。
1984年にポートフィノ・ハンドワインド・ムーンフェイズを発表、クラシカルでシンプルなケースとダイヤルに、ムーンフェイズを合わせたデザインコードは現行モデルにも承継されている。
1995年にロマーナ・パーペチュアル・カレンダーを発表。同ライン初の永久カレンダーモジュール搭載モデルであり、永久カレンダー付き腕時計としては世界で最も薄型の一つとされた。
2022年にポートフィノ・パーペチュアル・カレンダーを発表。IWCとしては比較的小振りな40mmのケースに永久カレンダーモジュールを載せた自社製ムーブメントCAL.82650を搭載。

### ダ・ヴィンチ

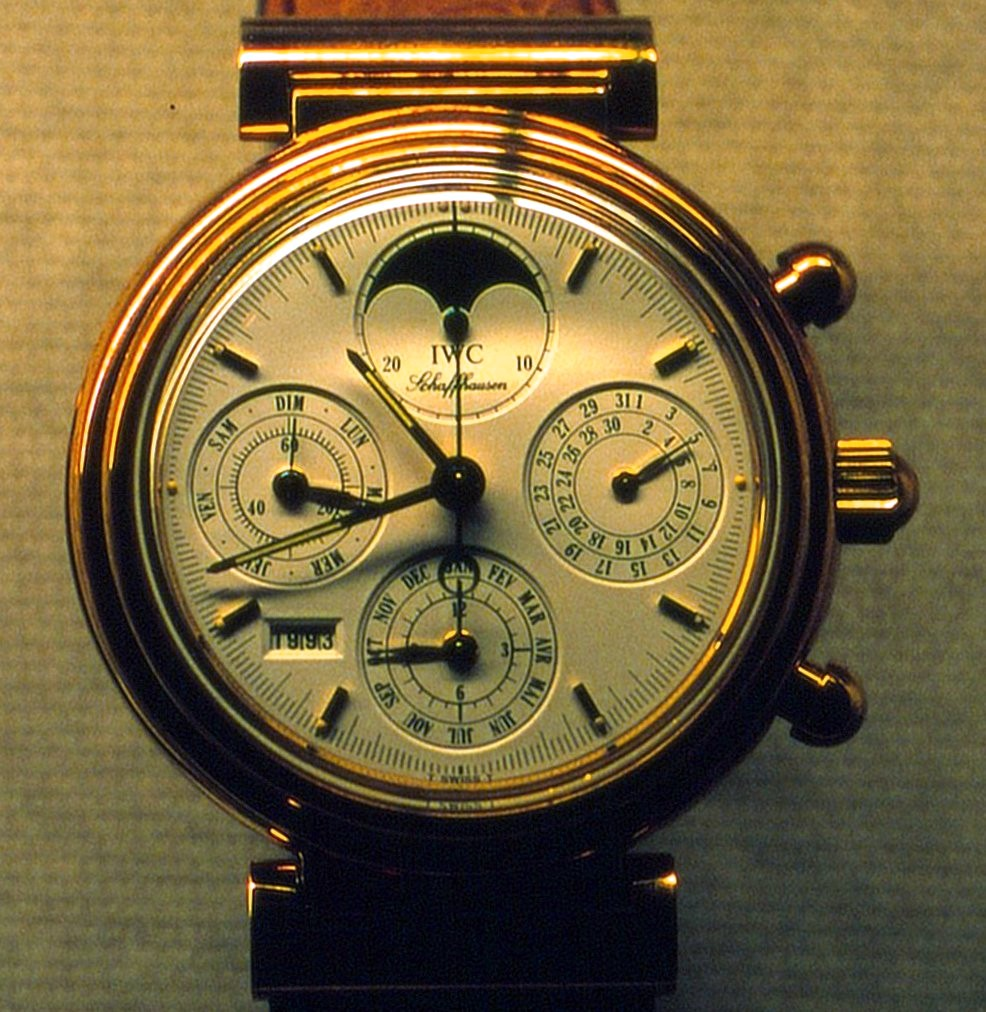
ダ・ヴィンチ・パーペチュアル・カレンダー

レオナルド・ダ・ヴィンチの革新的な思考法にインスパイアされたライン。
1985年、往年のマスターピースとして名高いダ・ヴィンチ・パーペチュアル・カレンダーを発表。ETA/Valjoux7750をベースに、それまで存在しなかった永久カレンダー、ムーンフェイズ、クロノグラフを一腕時計に搭載した、時計史に金字塔として輝く複雑モデル。開発を統括したクルト・クラウスは「堅牢で使いやすく、工業的に生産できなければならない」という設計思想の下、僅か81個のパーツで2499年まで西暦4桁をデジタル表示（修正を要するのは閏年が不適用となる2100年、2200年、2300年のみ）、ムーンフェイズの誤差を当時最高精度の122年間に1日まで縮減した永久カレンダーモジュールを開発、シンプルな設計で高機能・高精度化を実現した。生産性向上とコストダウンに拠る戦略的な価格設定、リューズのみでカレンダー、ムーンフェイズを調整可能な操作性も評価され、「発売初年度だけで市場に流通する全ての永久カレンダー以上の本数を売り上げた」とする識者もいる。
2017年にダ・ヴィンチ・パーペチュアル・カレンダー・クロノグラフを発表。新型自社製ムーブメントCal.89000系を搭載、フライバック機能、ムーンフェイズの誤差577.5年に1日、パワーリザーブ約68時間（旧モデル44時間）を実現。

### イル・デストリエロ・スカフージア

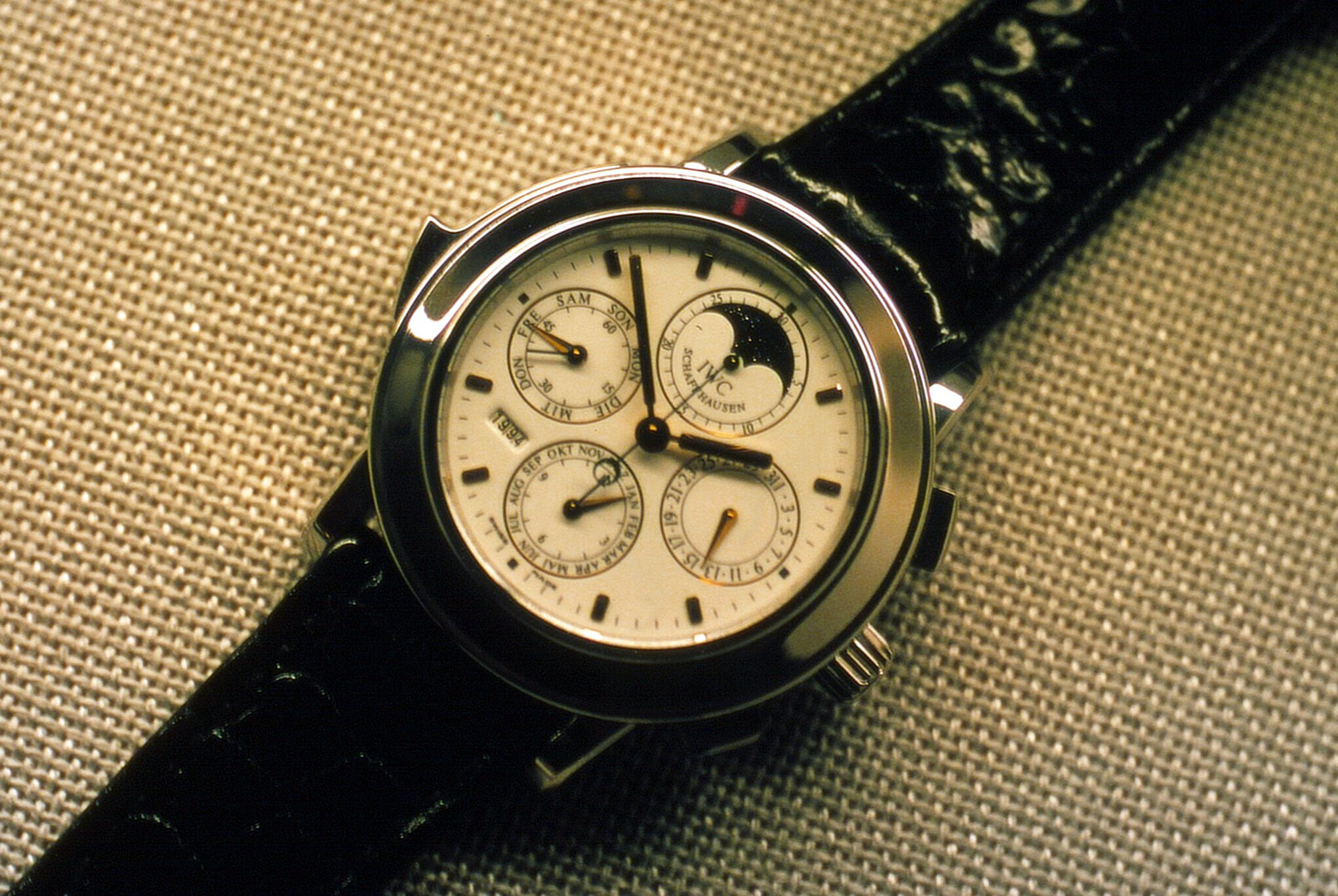
イル・デストリエロ・スカフージア

1993年に創業125周年を記念して125本が限定販売されたハイコンプリケーションモデル。750個のパーツで構成され、スプリットセコンドクロノグラフ、ムーンフェイズ、西暦4桁をデジタル表示する永久カレンダー、ミニッツリピーター、トゥールビヨンの機能、サファイアガラスのシースルー裏蓋を持ち、当時、最も複雑なグランドコンプリケーションとされた超複雑時計。

### GST

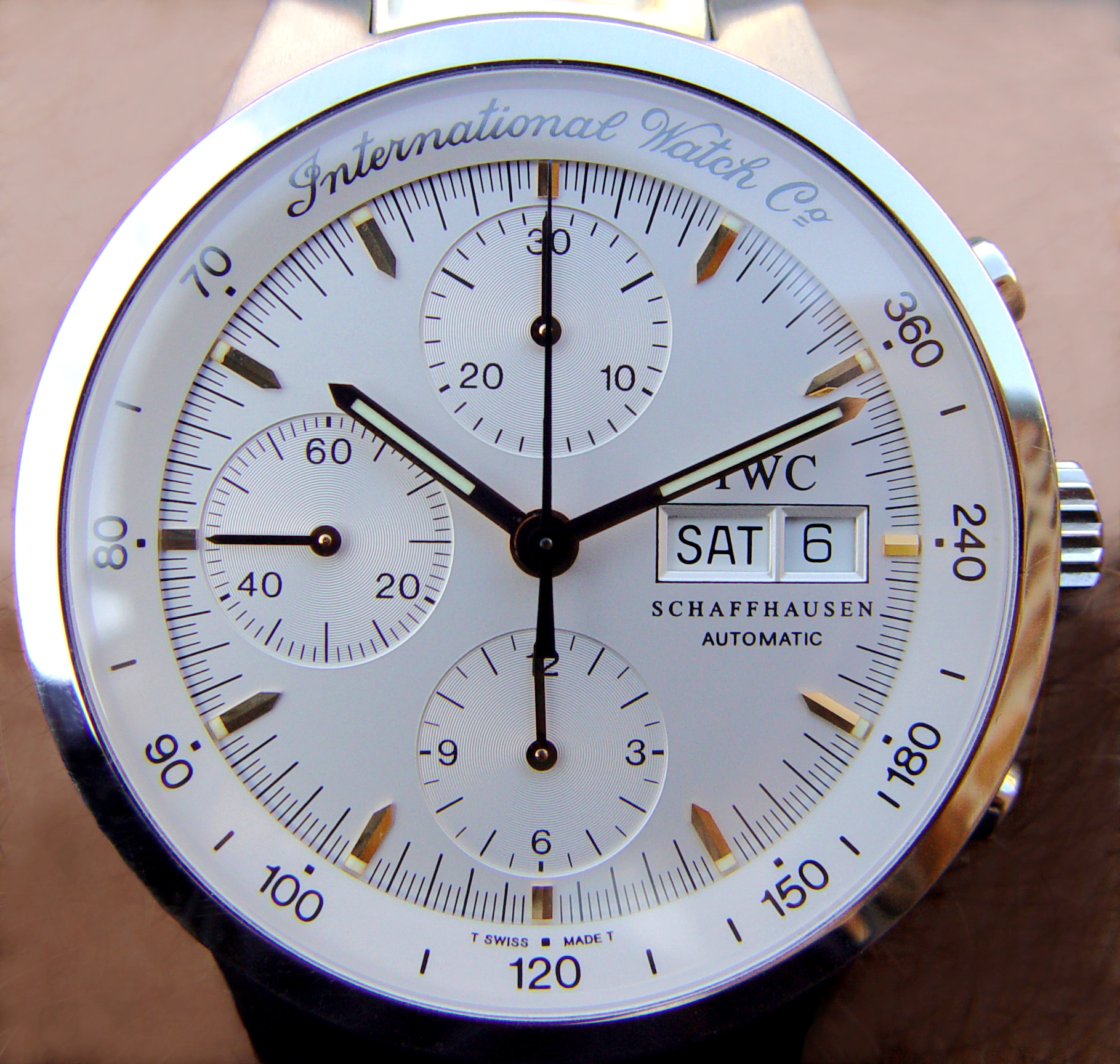
GSTクロノグラフ

ポルシェデザインとの提携解消に向け、オリジナルの後継スポーツラインとして開発。1997年市場投入、2003年頃生産終了。名称はケース素材G (Gold)、(Stainless)、T (Titanium) に由来。
GST・パーペチュアル・カレンダーは、世代を超えて使用される前提の永久カレンダーに高次の耐久性を与え、専門家から高く評価された複雑モデル。スポーツウォッチの頑強なケースに、耐衝撃性を向上した永久カレンダーモジュールを搭載、ベースムーブメントETA/Valjoux7750の緩急針をトリオビスに置換え高精度化を図り、従来不可能とされたスポーツシーンでの複雑時計の着用を実現。
アクアタイマーは、GSTラインの展開中、GSTコレクションに属していた。GSTライン特有の幾何学的なデザインコードは、後のアクアタイマーやインヂュニアに承継されている。